# California spagnola

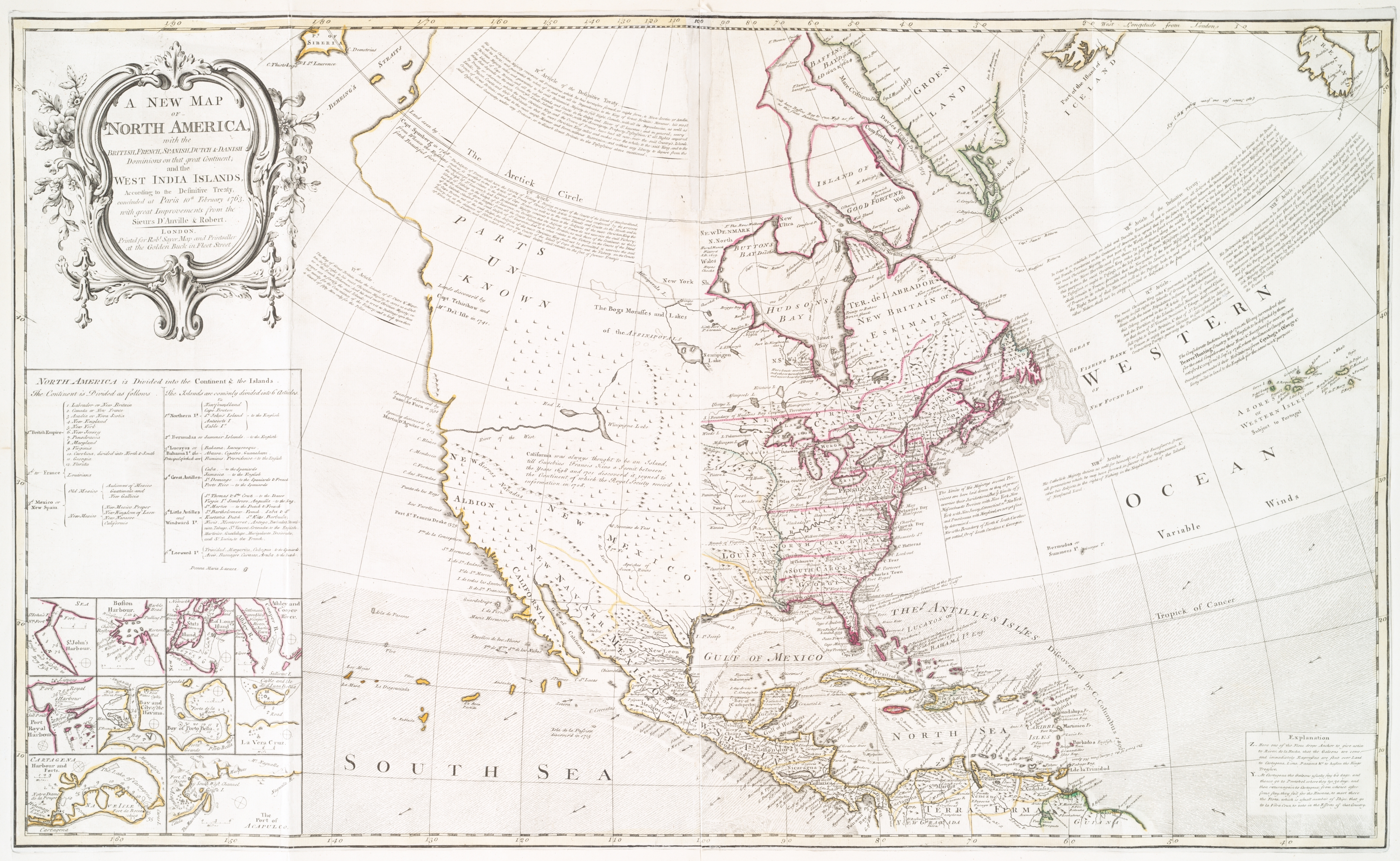
La New Map of North America, del 1763 seguendo il Treaty of Paris, cinque anni prima della costituzione della Provincia di California.

Mappa del Vicereame della Nuova Spagna nel 1819 in cui è riportata la divisione in Alta California e Bassa California del 1804.

La California spagnola (in spagnolo Provincia de las Californias, in italiano Provincia delle Californie) era un territorio del Nordamerica dominato dall'Impero spagnolo tra il Cinquecento e l'Ottocento. Comprendeva l'attuale stato americano della California, gli stati messicani di Baja California e Baja California Sur, e parte di Nevada, Utah, Arizona, Nuovo Messico, Colorado e Wyoming. In età coloniale la California era parte del Vicereame della Nuova Spagna e cadeva sotto la giurisdizione della Comanderia generale delle province interne e della Real Audiencia di Guadalajara.

## Esplorazione e colonizzazione
Nel 1542 l'imperatore Carlo V inviò una spedizione comandata da Juan Rodríguez Cabrillo, il quale, a capo di due navi, fu il primo europeo a scoprire il porto di San Diego, le isole del Canale di Santa Barbara e la baia di Monterey. Cabrillo arrivò fino a Point Reyes prima di tornare indietro all'isola di San Miguel, dove morì all'inizio del 1543 a causa di una ferita. Bartolomé Ferrer, il consigliere di Cabrillo, continuò la spedizione, arrivando probabilmente in Oregon. Nel secondo Cinquecento le navi spagnole cariche di mercanzie, provenienti dall'Asia, visitavano spesso la costa californiana nella tratta marittima Manila-Acapulco. I crescenti timori sulla sicurezza della California vennero confermati quando Francis Drake arrivò nella costa del Pacifico nel 1579, rivendicando il territorio per conto dell'Inghilterra con il nome di Nuova Albione. Nel 1587 Thomas Cavendish si impadronì di una nave spagnola proprio nelle acque californiane. Le minacce inglesi stimolarono gli spagnoli ad intraprendere nuove esplorazioni, così Sebastián Vizcaíno, un mercante di Città del Messico, esplorò la California nel 1602, riuscendo a tracciare una mappa della costa e dando un nome a diversi luoghi. Nel 1639 Pedro Porter y Casanate ricevette il permesso dal re spagnolo per esplorare la California. Dopo la spedizione di Nicolás de Cardona, avvenuta agli inizi del Seicento, portò alla pubblicazione di Descripciones geográficas e hidrográficas de muchas tierras y mares del norte y sur en las Indias, específicamente del descubrimiento del reino de California, un dettagliato studio sul golfo della California.
Nel 1697 fu fondata la prima missione spagnola in California, a opera dei gesuiti, la Missione Nuestra Señora de Loreto Conchó, che passò, dopo l'espulsione dei gesuiti dalle colonie spagnole voluta da Carlo III di Spagna, poi ai francescani e infine ai domenicani.
Le esplorazioni spagnole continuarono fino al Settecento, così come le fondazioni di nuove missioni da parte di francescani, quando furono stimolate anche dalle rivalità con le altre potenze imperiali e dalla fondazione delle missioni gesuite. Il viceré Antonio María de Bucareli y Ursúa rinforzò i presidi militari della costa del Pacifico per prevenire un'eventuale invasione di una potenza straniera. Bucareli dimostrò un grande interesse per le regioni settentrionali della Nuova Spagna, combatté contro le ribellioni degli amerindi e si dedicò alla fortificazione dei presidi e degli insediamenti dei nativi americani e spagnoli. Inviò delle spedizioni per esplorare e colonizzare la costa californiana, in modo da prevenire le ambizioni russe. 
Navigando a nord, prese possesso, per conto della Spagna, dell'Alaska. Sotto la direzione di Bucareli, nel 1775 Juan Francisco de la Bodega y Quadra navigò la costa del Pacifico dal Messico fino alla California ed esplorò e tracciò una mappa della baia di San Francisco. Nel 1773 Bucareli diede al capitano Juan Bautista de Anza il permesso di intraprendere una spedizione da Tubac (Arizona del sud) a San Diego e Monterey. Anza partì nel gennaio 1774 con un contingente di ventuno soldati, due sacerdoti, dei servitori, dei muli e altri animali. Viaggiando tra la California e Monterey (Messico), la spedizione di Anza coprì 2000 miglia in cinque mesi. La maggior parte di questo territorio era sconosciuta e Anza ne compilò una relazione dettagliata. In seguito si recò a Città del Messico per informare il viceré. Nell'ottobre 1775 Anza, divenuto tenente colonnello, guidò un gruppo di 240 persone da Tubac, dove aveva la base, fino allo California. Il motivo principale di questa spedizione era di popolare questi territori con coloni spagnoli. Anza reclutò giovani coppie, di bassa estrazione sociale, e il gruppo includeva anche molte donne, tra cui María Feliciana Arballo, una spagnola ricca, e molti bambini. Siccome l'inverno fu molto rigido, la spedizione si fece inaspettatamente difficoltosa. In breve tempo i viveri e l'acqua potabile scarseggiarono e molti animali morirono. Nonostante ciò la spedizione di Anza fu una delle più fortunate. Il suo gruppo arrivò a Monterey (California) dopo la nascita di tre bambini. L'unica morte registrata fu quella di una donna dopo il parto. Anza fondò San Francisco e San José nel 1776-77. Anza venne nominato da Bucareli governatore del Nuovo Messico, carica che detenne fino al 1787. Anza comandò un gruppo di truppe spagnole e amerindiane in una campagna vittoriosa contro i Comanches e nel 1779 uccise il capo Cuerno Verde. Queste vittorie permisero ad Anza di negoziare un trattato di pace nel 1786 con il nuovo capo Ecueracapa. Questo trattato durò per decenni. In seguito Anza stipulò alleanze con gli Utes, stanzianti sulle Montagne Rocciose, con gli Apaches Jicarilla e con i Navajos, i quali ruppero l'antica alleanza con gli Apaches Gileños. Le abilità militari e diplomatiche di Anza prepararono la via al continuo sviluppo della regione sotto dominio spagnolo fino al 1821.

## Le missioni dei francescani
Alla metà del Settecento la Spagna comprese che la California, in modo particolare la Baia di Monterey, aveva bisogno di essere protetta in modo più deciso. Così gli spagnoli installarono dei presidi militari e delle missioni per impedire le incursioni militari degli inglesi e dei russi nella regione precedentemente esplorata da Vizcaino e da altri. Il viceré José de Galvez cercò di espandere la frontiera spagnola a nordovest; questa politica venne seguita anche dal successore Bucareli. Durante gli anni Sessanta e Settanta, gli spagnoli concentrarono i loro sforzi alla ricerca di piste che dall'Arizona raggiungessero la California e in quei luoghi fondarono delle missioni e degli insediamenti. Nel 1769 Gaspar de Portolá, un ufficiale spagnolo, e padre Junípero Serra, un frate francescano, fondarono la prima di nove missioni francescane nell'attuale San Diego. Portolá iniziò anche la costruzione di un forte a Monterey nel 1770. L'anno seguente Padre Serra fondò la missione di San Gabriel sulla costa del Pacifico, la quale divenne un punto d'incontro per i soldati e per i coloni in viaggio verso altri luoghi. Sotto la direzione di Padre Serra i missionari insegnarono ai nativi della zona i fondamenti della religione cristiana e le tecniche agricole europee. Molti dei popoli indigeni facevano i rituali con danze e maschere e il clero europeo non capiva il significato di questi rituali, così li attribuiva all'opera del demonio, proibendone la pratica nelle missioni. Tutto ciò causò delle difficoltà agli amerindiani, che si recavano alle missioni in cerca di una fonte costante di alimentazione, trovandosi nella difficoltà di perdere la cultura di appartenenza. Alcuni amerindiani, come Cochimí Sebastián Tarabal, fuggirono dalla missione di San Gabriel e si misero in cammino fino al presidio di Tubac in Arizona. In seguito Tarabal giocò un ruolo importante per la spedizione di Anza. Nel 1784, all'epoca della morte di padre Serra, le nove missioni avevano convertito, almeno teoricamente, circa seimila amerindiani. Il francescano Fermín Lasuén fondò la decima missione a Santa Barbara. Verso la fine del dominio spagnolo, i francescani avevano fondato ventuno missioni. Le missioni dei francescani posero le basi per la creazione dell'economia agricola della costa del Pacifico dei futuri Stati Uniti

## Rivalità imperiali nell'estremo occidente
Avvisata dal padre francescano José Torrubia nel 1759 riguardo alle mire russe sulla costa del Pacifico, la Spagna si vide obbligata ad inviare delle spedizioni oltre il limite settentrionale della California. Sebbene la corona spagnola non avesse intenzione di fondare di creare degli insediamenti in California e nel nordovest, però essa cambiò indirizzo quando si rese conto che le potenze straniere stavano esplorando attivamente la zona. La Spagna decise che, per mantenere le sue posizioni nella costa del Pacifico, doveva contrattaccare l'espansione degli imperi rivali, come Russia, Inghilterra, e dopo il 1783, gli Stati Uniti. Le relazioni diplomatiche tra Spagna e Russia erano generalmente positive. Nel 1788 i russi scrissero al primo ministro spagnolo José Moñino conte dei Floridablanca per assicurargli che sarebbero entrati nei porti spagnoli solo in caso di gravi necessità. Fort Ross, a nord di Bodega Bay, la parte più a nord dell'insediamento spagnolo di San Francisco, venne fondato nel 1812 da una compagnia russo-americana come base per raccogliere le pelli di lontra. Lo stesso anno la Spagna e la Russia firmarono un trattato di alleanza contro il "nemico comune", cioè l'imperatore francese. La Spagna era ancora impegnata nella guerra peninsulare per espellere i francesi e riportare al trono re Ferdinando VII. Durante questo conflitto, il Messico iniziava la sua battaglia per l'indipendenza, ottenuta nel 1821. Nel 1833 il governatore José Figueroa Secundino mandò a nord di San Francisco il generale Mariano Guadalupe Vallejo per sorvegliare l'attività dei russi, e per questo motivo, Vallejo installò la caserma di Petaluma. La compagnia russo-americana vendette Fort Ros a John Sutter nel dicembre 1841. I russi restarono sulla costa del Pacifico fino agli anni 1830 e in Alaska fino al 1867.